# Akademia Marynarki Wojennej im. adm. floty Związku Radzieckiego N.G. Kuzniecowa
Wojskowe Centrum Naukowo-Szkoleniowe Marynarki Wojennej „Akademia Marynarki Wojennej im. admirała floty Związku Radzieckiego N.G. Kuzniecowa” (ros. Военный учебно-научный центр ВМФ «Военно-морская академия им. Адмирала Флота Советского Союза Н.Г. Кузнецова») – rosyjski kompleks szkoleniowo-naukowy, przygotowujący oficerów-specjalistów dla marynarki wojennej Rosji, innych rosyjskich ministerstw i służb oraz oficerów innych państw, jak też prowadzący badania wchodzące w zakres zainteresowania MW.
W latach 1922–1991 Akademia Marynarki Wojennej była radziecką uczelnią wojskową typu akademickiego, kształcącą wyższe kadry dowódcze i specjalistyczne dla potrzeb Marynarki Wojennej ZSRR.

## Historia
W 1827 przy Morskim Korpusie Kadetów w Petersburgu utworzono wyższą klasę oficerską, w 1862 przekształconą w Kurs Nauk Morskich, a w 1877 - Nikołajewską Akademię Morską. Na jej bazie w kwietniu 1919 utworzono Akademię Marynarki Wojennej.
W 1922 Akademia została przejęta przez Czerwoną Flotę i przekształcona w Wojskową Akademię Morską Robotniczo-Chłopskiej Czerwonej Marynarki Wojennej, która w 1931 otrzymała imię K. Woroszyłowa. W 1925 zorganizowano Wyższe Kursy Wojenno-Morskie (Akademickie Kursy Korpusu Oficerskiego). 
W 1945 w oparciu o inżynieryjno-techniczną kadrę Akademii utworzono Akademię Marynarki Wojennej Budowy Okrętów i Uzbrojenia, którą w 1960 scalono z Akademią Marynarki Wojennej. W 1976 Akademia otrzymała imię marszałka A. Grieczki, a w 1990 - admirała Kuzniecowa. 
W 2009 w ramach realizacji reformy szkolnictwa wojskowego włączono do Akademii Marynarki Wojennej wszystkie ośrodki szkoleniowe marynarki oraz trzy instytuty naukowo-badawcze. Od 2012 w skład powstałego w ten sposób Centrum włączono centra szkoleniowe przygotowujące podwodniaków w Obnińsku i Sosnowym Borze (okręg leningradzki). We wrześniu 2012 Centrum przyjęło w swoje struktury 4 Centralny Naukowo-Badawczy Instytut Ministerstwa Obrony (lotnictwo morskie). Od strony prawnej rejestracja Centrum datowana jest na 31 sierpnia 2009. Jego instytucje znajdują się w pięciu regionach Federacji Rosyjskiej.

## Struktura
Aktualnie w skład Centrum Akademii Marynarki Wojennej im. admirała floty Związku Radzieckiego N.G. Kuzniecowa wchodzą następujące instytuty i filie:
- Filia WCN-S MW "Akademia Marynarki Wojennej" we Władywostoku;
- Filia WCN-S MW "Akademia Marynarki Wojennej" w Królewcu;
- Instytut Wojskowy (Marynarki Wojennej) WCN-S MW "Akademia Marynarki Wojennej";
- Instytut Wojskowy (Politechniczny Marynarki Wojennej) WCN-S MW "Akademia Marynarki Wojennej";
- Instytut Wojskowy (Doskonalenia Zawodowego) WCN-S MW "Akademia Marynarki Wojennej";
- Instytut Naukowo-Badawczy (Budowy Okrętów i Uzbrojenia Marynarki Wojennej) WCN-S MW "Akademia Marynarki Wojennej";
- Instytut Naukowo-Badawczy (Badań Operacyjno-Strategicznych Budowy Marynarki Wojennej) WCN-S MW "Akademia Marynarki Wojennej";
- Instytut Naukowo-Badawczy (Ratownictwa i Technologii Podwodnych) WCN-S MW "Akademia Marynarki Wojennej";
- Centrum Szkoleniowe WCN-S MW "Akademia Marynarki Wojennej" w Obnińsku;
- Centrum Szkoleniowe WCN-S MW "Akademia Marynarki Wojennej" w Sosnowym Borze;